# I'll Be Glad When You're Dead You Rascal You
 I'll Be Glad When You're Dead You Rascal You es un corto de animación estadounidense de 1932, de la serie de Betty Boop. Fue producido por los estudios Fleischer y distribuido por Paramount Pictures. En él aparecen Betty Boop, Bimbo, Koko y Louis Armstrong.

## Argumento
Betty Boop, Bimbo y Koko van por la selva y Betty es secuestrada por los nativos sin que los otros se enteren. Bimbo y Koko parten en su búsqueda y acaban en una gran olla. Ingeniosamente logran escapar y en su huida son acosados por una cabeza de nativo, que es en realidad la cabeza de Louis Armstrong.
Tras la persecución, Bimbo y Koko consiguen llegar hasta el poblado donde Betty se encuentra capturada y en graves apuros.

## Realización
I'll Be Glad When You're Dead You Rascal You es la séptima entrega de la serie de Betty Boop y fue estrenada el 9 de agosto de 1932.
En este corto aparecen en imagen real el trompetista Louis Armstrong y su orquesta, quienes interpretan la música que acompaña la animación, además de ser parte de ella en algún momento. Cuando los Fleischer grabaron a Armstrong, este no tenía mucha experiencia cinematográfica, por lo que no paraba de salirse del campo de la cámara. El problema se solucionó dibujando una línea en el suelo.